# نغم (مانغا)

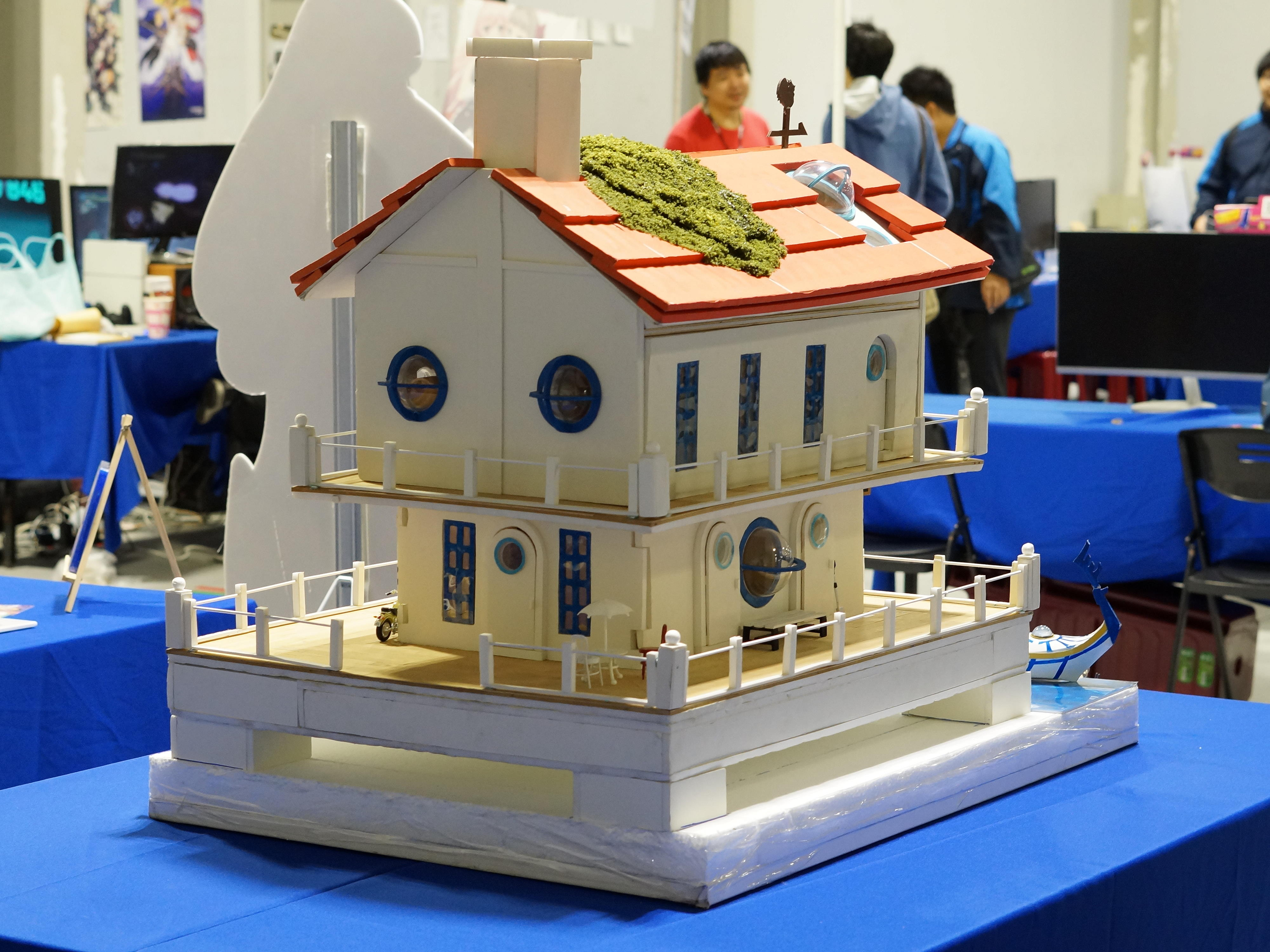
مجسم شركة آريا في حفل باهاموت للألعاب

نغم أو آريا (بالإنجليزية: aria)، عبارة عن مانجا خيال علمي ومدينة فاضلة لكوزوي أمانو. كان اسم السلسلة متغيرا بانيكس الـمجلة الـشهرية. نشرت من عام 2001 إلى عام 2002، ثم تم جمعها في اثنين تانكبون مجلدات. آريا كان تسلسل صور، من تشرين الثاني / نوفمبر 2002 إلى أبريل 2008 و التي تم جمعها في اثني عشر مجلدا. تمت ترجمة السلسلة كـأنيمي تلفزيوني. بث الموسم الأول في عام 2005، أما الموسم الثاني ففي عام 2006. صدرت أوفا في أيلول / سبتمبر 2007. ثم بث الموسم الثالث في عام 2008، ثم انتهى في نفس الوقت مع انتهاء المانجا. بعدها صدوت أوفا جديدة، في الذكرى 10 على بلو-راي<ref>"ARIA the AVVENIRE official site" (باليابانية). Archived from the original on 2018-07-11. Retrieved 2016-03-27.

## وصلات خارجية
- الرسمية آريا أنيمي الموقع (باليابانية)
- Official Tokyopop Aria manga website على موقع واي باك مشين (نسخة محفوظة 29 December 2007)
- نغم على موقع ميوزك برينز (الإنجليزية)
- نغم على موقع ANN manga (الإنجليزية)